# مدیسون (کانزاس)
مدیسون (به انگلیسی: Madison) شهری در ایالت کانزاس کشور ایالات متحده آمریکا است که جمعیت آن در سرشماری سال ۲۰۱۰ میلادی، ۷۰۱ نفر بوده‌است.